# Андрощук, Василий Аверьянович
Васи́лий Аверья́нович Андрощу́к (укр. Василь Овер'янович Андрощук; род. 26 февраля 1948 года, с. Пиляи, Шепетовского района Хмельницкой области) — украинский политический деятель, народный депутат Украины I созыва.

## Биография
Родился 26 февраля 1948 года в селе Пиляи, Шепетовского района Хмельницкой области, в крестьянской семье. Образование высшее, окончил Украинскую сельскохозяйственную академию, по специальности инженер-механик.
- 1965 — тракторист колхоза «Подолье» Шепетовского района

- 1966 — студент Украинской сельскохозяйственной академии.

Главный инженер колхоза «Украина», села Телешовка, Рокитнянский район Киевской области и колхоза имени Ленина, села Мытница, Васильковский район Киевской области.
- 1976 — главный инженер управления сельского хозяйства в Иванковском районе Киевской области.

Руководитель районного ПО по производственно-техническому обеспечению сельского хозяйства.
Заместитель председателя районного агропромышленного объединения по механизации и автотранспорта.
Председатель правления колхоза-агрофирмы «Здвиж».
Член КПСС.
Выдвинут кандидатом в народные депутаты избирателями села Обуховичи Иванковского района Киевской области.
11 апреля 1993 избран народным депутатом Украины (1-й тур, 3 претендента) в Иванковском избирательном округе № 219
Дата принятия депутатских полномочий 21 апреля 1993 года.
Дата прекращения депутатских полномочий 10 мая 1994 года.
Член Комиссии ВР Украины по вопросам Чернобыльской катастрофы.
Кандидат в народные депутаты Украины II созыва Верховной Рады, выдвинут СелПУ (2-й тур — 26,76 %, второй место, 8 претендентов).
Женат, имеет двоих детей.